# بهسازی زیست‌محیطی
بهسازی زیست‌محیطی (به انگلیسی: Environmental mitigation)، بهسازی جبرانی یا بانکداری بهسازی، اصطلاحاتی هستند که عمدتاً توسط دولت ایالات متحده و صنعت زیست‌محیطی مرتبط برای توصیف پروژه‌ها یا برنامه‌هایی به کار می‌روند که برای خنثی کردن اثرات شناخته‌شده بر یک منبع تاریخی یا طبیعی موجود مانند نهر، تالاب، گونه‌های در خطر انقراض، محوطه باستانی، محوطه دیرینه‌شناسی یا بنای تاریخی در نظر گرفته شده است. «بهسازی» به معنای تبدیل به احسن و بهبود و بهتر شدن محیط است. بهسازی زیست‌محیطی معمولاً بخشی از یک سیستم اعتباردهی زیست‌محیطی است که توسط نهادهای حاکم ایجاد شده‌است که شامل تخصیص بدهی و اعتبار است. بدهی‌ها در شرایطی رخ می‌دهند که یک منبع طبیعی از بین رفته یا به شدت آسیب دیده‌ باشد و اعتبارها در شرایطی که به نظر می‌رسد یک منبع طبیعی بهبود یافته یا حفظ شده‌است، اعطا می‌شود؛ بنابراین، هنگامی که یک واحد تجاری مانند یک کسب و کار یا یک فرد دارای «بدهی» است، آنها ملزم به خرید یک «اعتبار» هستند. در برخی موارد اعتبارها از «بانک‌های بهسازی» خریداری می‌شوند که پروژه‌های بهسازی بزرگی هستند که برای تأمین اعتبار به چندین عضو پیش از توسعه تأسیس شده‌اند، در صورتی که چنین جبرانی در محل توسعه قابل دستیابی نباشد یا برای محیط‌ زیست مفید تلقی نشود. سیستم‌های اعتباری می‌توانند به روش‌های مختلف اعتبار ایجاد کنند. به عنوان مثال، در ایالات متحده، پروژه‌ها بر اساس هدف‌های پروژه که ممکن است نگهداری، تقویت، بازسازی یا آفرینش یک منبع طبیعی باشد، ارزش‌گذاری می‌شوند.